# Montagny (Saboia)
Montagny é uma comuna francesa na região administrativa de Auvérnia-Ródano-Alpes, no departamento de Saboia. Estende-se por uma área de 13,26 km². Em 2010 a comuna tinha 672 habitantes (densidade: 50,7 hab./km²).